# Ikpeng

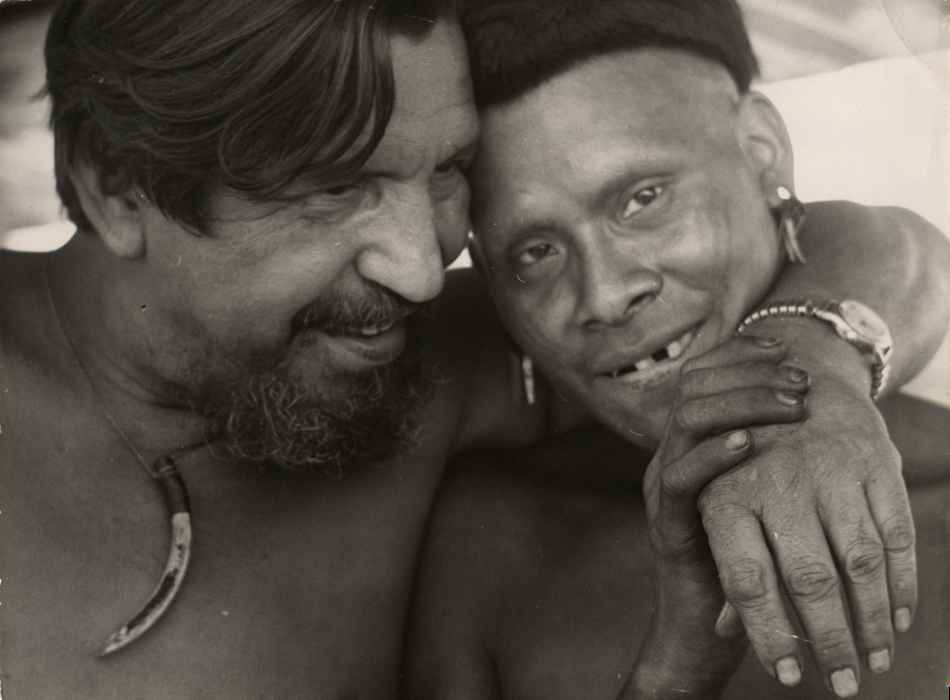
Orlando Villas Boas et un "indien" Txicão.

Les Ikpeng (également connus comme "Txicão",  Chicão ou Tchicão) sont un peuple vivant dans le Parc Indigène du Xingu, dans le Mato Grosso, au Brésil. 

## Langue
Le ikpeng est une langue de la famille linguistique carib.